# Houston Film Critics Society Awards 2010

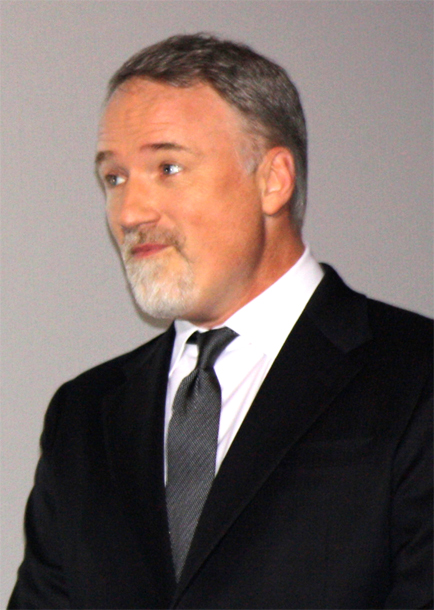
David Fincher vítěz v kategorii nejlepší režie

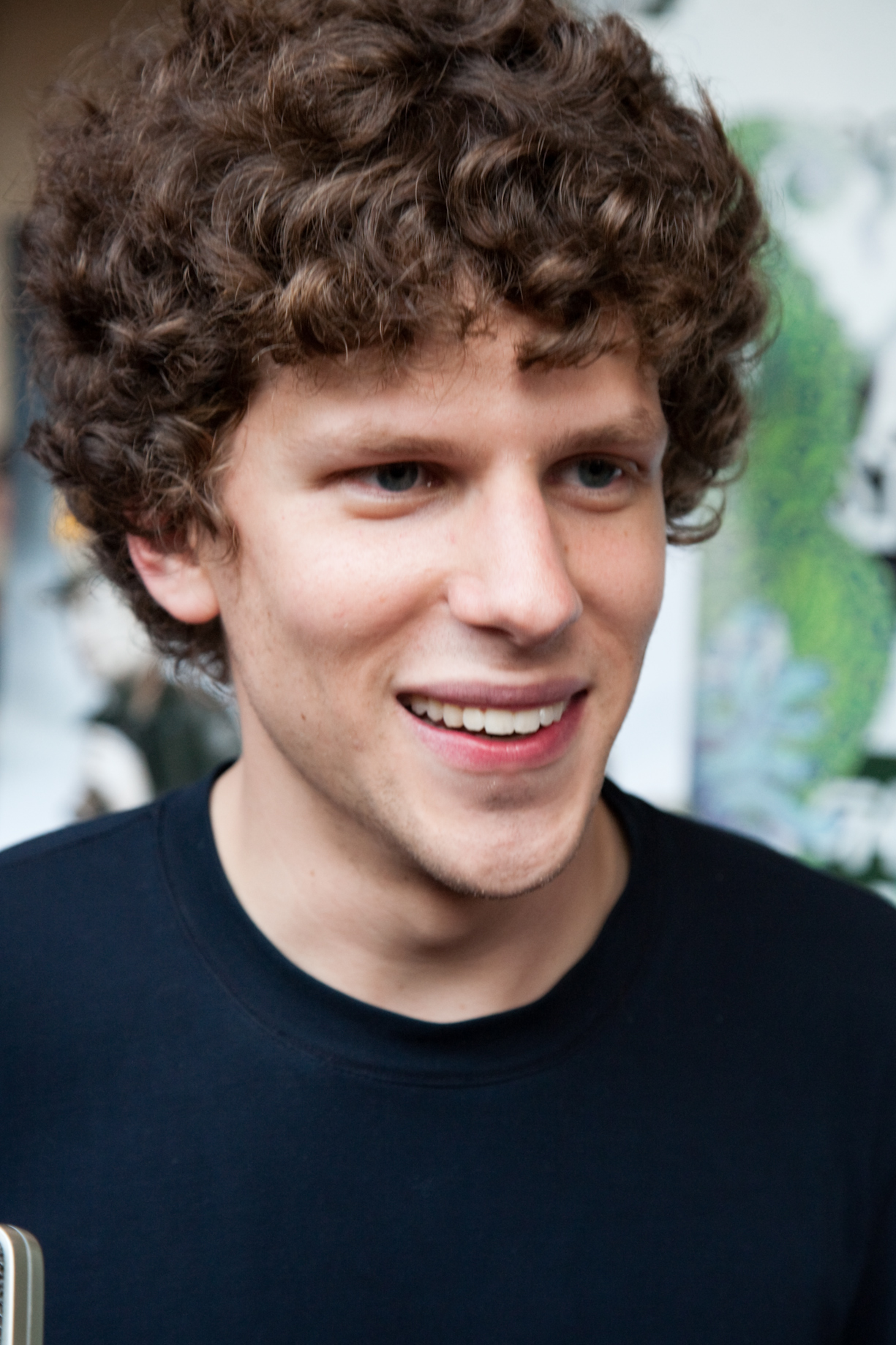
Jesse Eisenberg vítěz v kategorii nejlepší mužský herecký výkon v hlavní roli

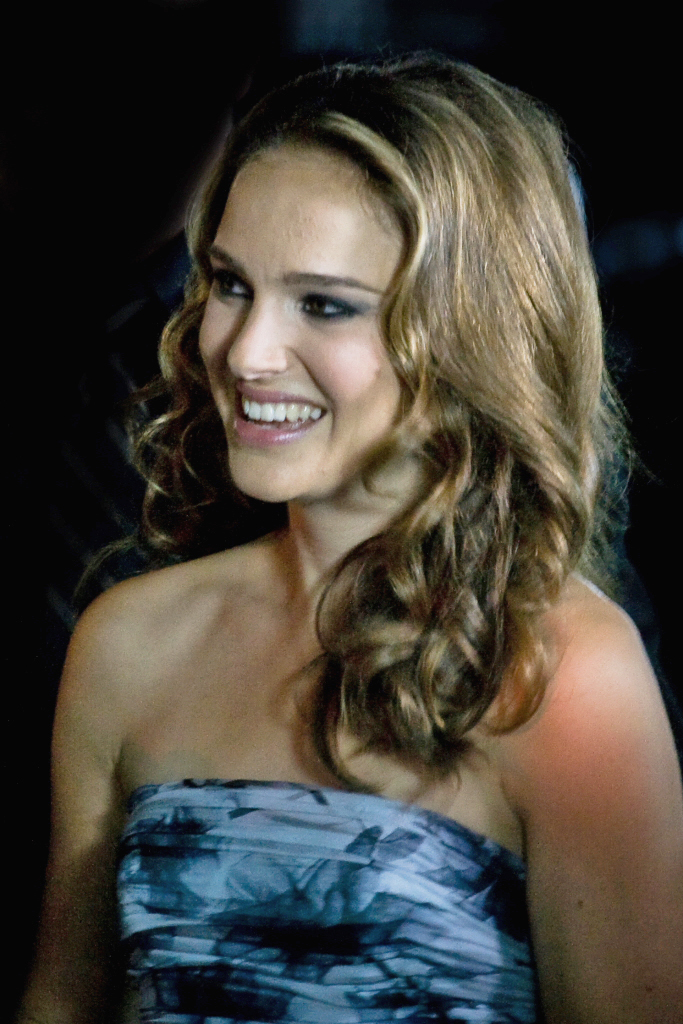
Natalie Portman vítězka v kategorii nejlepší ženský herecký výkon v hlavní roli

4. ročník předávání cen organizace Houston Film Critics Society se konal dne 18. prosince 2010.

## Vítězové a nominovaní

### Nejlepší film
The Social Network
- 127 hodin
- Počátek
- Černá labuť
- Kick-Ass
- Děcka jsou v pohodě
- Králova řeč
- Opravdová kuráž
- Příběh hraček 3
- Do morku kosti

### Nejlepší cizojazyčný film
Muži, kteří nenávidí ženy (Švédsko)
- Biutiful (Mexiko)
- Carlos (Francie/Německo)
- Matka (Jižní Korea)
- Tajemství jejich očí (Argentina)

### Nejlepší režisér
David Fincher – The Social Network
- Danny Boyle – 127 hodin
- Darren Aronofsky – Černá labuť
- Joel a Ethan Coen – Opravdová kuráž
- Christopher Nolan – Počátek

### Nejlepší scénář
Aaron Sorkin – The Social Network
- Christopher Nolan – Počátek
- Lisa Cholodenko a Stuart Blumberg – Děcka jsou v pohodě
- John Lasseter, Andrew Stanton, Lee Unkrich a Michael Arndt – Toy Story 3: Příběh hraček
- Debra Granik a Anne Rosellini - Do morku kosti

### Nejlepší herec v hlavní roli
Jesse Eisenberg – The Social Network
- Jeff Bridges – Opravdová kuráž
- Robert Duvall – Snížit se
- Colin Firth – Králova řeč
- James Franco – 127 hodin

### Nejlepší herečka v hlavní roli
Natalie Portmanová – Černá labuť
- Nicole Kidmanová – Králičí nora
- Annette Beningová – Děcka jsou v pohodě
- Jennifer Lawrenceová – Do morku kosti
- Noomi Rapace – Muži, kteří nenávidí ženy

### Nejlepší herec ve vedlejší roli
Christian Bale – Fighter
- Andrew Garfield – The Social Network
- Bill Murray – Snížit se
- Jeremy Renner – Město
- Geoffrey Rush – Králova řeč

### Nejlepší herečka ve vedlejší roli
Hailee Steinfeld – Opravdová kuráž
- Helena Bonham Carterová – Králova řeč
- Melissa Leo – Fighter
- Julianne Moore – Děcka jsou v pohodě
- Jacki Weaver – Království zvěrstev

### Nejlepší kamera
Wally Pfister – Počátek
- Anthony Dod Mantle a Enrique Chediak– 127 hodin
- Matthew Libatique – Černá labuť
- Eduardo Serra – Harry Potter a Relikvie smrti – část 1
- Roger Deakins – Opravdová kuráž

### Nejlepší animovaný film
Toy Story 3: Příběh hraček
- Já, padouch
- Jak vycvičit draka
- Megamysl
- Na vlásku

### Nejlepší dokument
Restrepo
- Client 9: The Rise and Fall of Eliot Spitzer
- Marwencol
- Čekání na Supermana
- The Tillman Story

### Nejlepší skladatel
Hans Zimmer – Počátek
- Trent Reznor a Atticus Ross – The Social Network
- John Powell – Jak vycvičit draka
- A. R. Rahman – 127 hodin
- Carter Burwell – Opravdová kuráž

### Nejlepší skladba
„We Are Sex Bob-Omb“ – Beck – Scott Pilgrim proti zbytku světa
- „If I Rise“ – Dido, A. R. Rahman a Rollo Armstrong – 127 hodin
- „Shine“ – John Legend – Čekání na Supermana
- „The Clap“ – Dan Bern a Mike Viola – Dostaň ho tam
- „You Haven't Seen the Last of Me“ – Cher (text: Diane Warren) – Variaté

### Nejhorší film
Jonah Hex
- Chlupatá odplata
- Poslední vládce větru
- Sex ve městě 2
- Splice

### Individuální ocenění
- Celoživotní ocenění: Sissy Spacek
- Humanitární ocenění: George Clooney
- Ocenění za přispění ke kinematografii: Charles Dove a Hector Luna